# Tolpuddle
Tolpuddle est une paroisse civile et un village du Dorset, en Angleterre.